# Bifidobacterium bifidum
Bifidobacterium bifidum è una specie batterica del genere Bifidobacterium. B. bifidum è uno dei batteri probiotici più comuni che possono essere trovati nel corpo di un mammifero, compresi gli umani.

## Struttura e caratteristiche
B. bifidum è un batterio Gram-positivo, non motile, anaerobico, e non a forma di spora. Il batterio è a forma di bastoncello e può essere trovato in gruppi, coppie o anche indipendentemente. La maggior parte della popolazione di B. bifidum si trova nell'intestino crasso, nell'intestino tenue inferiore, nel latte materno e spesso nella vagina.

## Vantaggi
L'uso di B. bifidum nelle applicazioni probiotiche può ridurre le probabilità di diarrea acuta e il rischio di infezioni da Escherichia coli e contribuisce al mantenimento dell'omeostasi vaginale.

## Problemi di salute
La manipolazione della flora intestinale è complessa e può causare interazioni tra batteri e ospite. Anche se i probiotici, in generale, sono considerati sicuri, in alcuni casi ci sono preoccupazioni sul loro uso. Alcune persone, come quelle con sistemi immunitari compromessi, sindrome dell'intestino corto, cateteri venosi centrali, cardiopatia valvolare e bambini prematuri, possono essere a maggior rischio di eventi avversi. Raramente, il consumo di probiotici può causare batteriemia e sepsi, infezioni potenzialmente fatali in bambini con sistema immunitario abbassato o che sono già in condizioni critiche.